# Novothymbris notialis
Novothymbris notialis är en insektsart som beskrevs av Knight 1974. Novothymbris notialis ingår i släktet Novothymbris och familjen dvärgstritar. Inga underarter finns listade i Catalogue of Life.